# Hyperoglyphe perciformis
Hyperoglyphe perciformis é uma espécie de peixe pertencente à família Centrolophidae.
A autoridade científica da espécie é Mitchill, tendo sido descrita no ano de 1818.

## Portugal
Encontra-se presente em Portugal, onde é uma espécie nativa.

## Descrição
Trata-se de uma espécie marinha. Atinge os 91 cm de comprimento total nos indivíduos do sexo masculino.